# Aunties’ Round
Aunties’ Round ist eine Dramaserie des südkoreanischen TV-Senders MBC.
Ebenso wie Jigsaw Puzzle wird sie auch von Arirang TV im koreanischen Originalton gesendet, aber mit englischen und japanischen Untertiteln.

## Inhalt
In der Serie geht es um die Stellung der Hausfrau in der modernen südkoreanischen Welt.
Diese wird in Aunties’ Round nicht wie gewöhnlich aus männlicher, sondern diesmal aus weiblicher Sicht betrachtet.

## Schauspieler
- Won Mee-kyung als Sam-suk
- Kang Suk-woo als Jin-goo
- Sim Hye-jin als Jee-won
- Song Seun-hwan als Jae-ha
- Kim Byung-see als Oh il-kwon
- Gyeon Mee-ree als Yoo-mee
- Jung Jae-soon als Hye-ran
- Lee Soon-jae als Gi-baek
- Byeon So-jung als Hye-young
- Yoon Jung-soo als Jung-hoon
- Park Joo-mee als A-young
- Kim Ho-jin als Soo-hwan